# 오르비타 레지던스
오르비타 레지던스는 브라질 상파울루에 계획되었다 취소된 마천루이다. 만약 완공되었다면 세계에서 가장 높은 건물이되는 동시에 세계에서 가장 높은 주거용 건물이 되었을것이다